# Fiesta de la naranja
La fiesta de la naranja es una fiesta celebrada en Coín (Málaga) España.

## Características
La fiesta conmemora el final de la recolección de la cosecha de la naranja, que comienza en el mes de octubre, y en ella la naranja se convierte en el ingrediente imprescindible para la elaboración de los platos, que a lo largo del día se pueden degustar, incluyendo zumos, postres, y la sopa hervía, plato típico de Coín. Durante el transcurso de la fiesta, se celebran concursos y actuaciones musicales.